# John A. Winston
John Anthony Winston (Madison, 4 de septiembre de 1812 - Mobile, 21 de diciembre de 1871) fue el decimoquinto gobernador del estado estadounidense de Alabama de 1853 a 1857.

## Biografía
Nació en 1812 en el condado de Madison, Territorio de Alabama, y se convirtió en el primer gobernador nativo de Alabama. Era hijo de William Winston y Mary Cooper de Tuscumbia. William era hijo de Anthony Winston y Keziah Jones, antiguos residentes del condado de Buckingham, Virginia. John Anthony Winston se casó con su prima hermana, Mary Agness Jones, (nacida ca. 1819 y fallecida ca. 1835) el 7 de agosto de 1832, en el condado de Madison, Alabama.
En enero de 1867 presentó sus credenciales al Senado de los Estados Unidos como senador electo de Alabama para el período 1867-1873, pero no se le permitió tomar su asiento. Falleció el 21 de diciembre de 1871 en Mobile, Alabama y está enterrado en el cementerio de la familia Winston (de propiedad privada) cerca de Gainesville en el condado de Sumter, Alabama. Solo tuvo un hijo, una hija, Mary Agnes Winston.